# Rammstein (album)
Nepojmenované album je sedmé studiové album německé skupiny Rammstein, jež následovalo 10 let po předchozím studiovém albu Liebe ist für alle da. Album vyšlo 17. května 2019.
Album obsahuje, stejně jako všech 6 předchozích alb, 11 písní. Dne 28. března 2019 byl vydán první singl, „Deutschland“.
Dne 16. dubna 2019 byly vydány úryvky dalších dvou skladeb, kde zaznělo jen pár tónů a zároveň byly odhaleny jejich názvy. Skupina v následujících dnech vydala úryvky všech skladeb, úryvky opět obsahovaly pár tónů a byl zároveň odhalen název skladeb.
Dne 26. dubna 2019 byl na oficiálním YouTube kanálu skupiny vydán černobílý videoklip k písni „Radio“, což je v pořadí druhá skladba alba. Klip byl o den dříve také promítán živě v Berlině, Kolíně nad Rýnem a Hamburku. Klip se během následujícího týdne umístil na první pozici v kategorii Trendy na českojazyčné mutaci YouTube. Podle médií se jedná o kontroverzní videoklip, který mimo jiné obsahuje scény mladé ženy masturbující s použitím rádia nebo starší ženu kojící rádio. Samotná skladba byla vydána o den dříve, tedy 25. dubna, její premiéra byla zprostředkována několika rádii.
Dne 28. května 2019 byl vydán nový singl s názvem Ausländer. Videoklip pojednává o cizincích, kteří přijeli na ostrov a zpívají o tom, že jsou cizinci a musí se učit nové věci, jazyky a zvyky. Nakonec odjíždí z ostrova jen pět členů skupiny Rammstein. Flake zůstává na ostrově se svou novou přítelkyní a jeho dítětem a stává se vůdcem kmene.

## Nevydané skladby
V průběhu nahrávání alba byla také nahráno více než 11 skladeb, které ovšem nemají videoklip a jsou nahrané jako audio. Skladby byly vydány jako audio bez videoklipu.

## Seznam skladeb
| Pořadí         | Název          | Délka |
| -------------- | -------------- | ----- |
| 1.             | Deutschland    | 5:23  |
| 2.             | Radio          | 4:37  |
| 3.             | Zeig dich      | 4:15  |
| 4.             | Ausländer      | 3:51  |
| 5.             | Sex            | 3:56  |
| 6.             | Puppe          | 4:33  |
| 7.             | Was ich liebe  | 4:29  |
| 8.             | Diamant        | 2:34  |
| 9.             | Weit Weg       | 4:20  |
| 10.            | Tattoo         | 4:11  |
| 11.            | Hallomann      | 4:11  |
| Celková délka: | Celková délka: | 46:20 |

## Sestava
Rammstein
- Till Lindemann – zpěv
- Richard Z. Kruspe – kytara, doprovodné vokály
- Paul Landers – kytara, doprovodné vokály
- Oliver Riedel – baskytara
- Christoph Schneider – bicí
- Christian "Flake" Lorenz – klávesy

Produkce
- Olsen Involtini